# Illa Buss

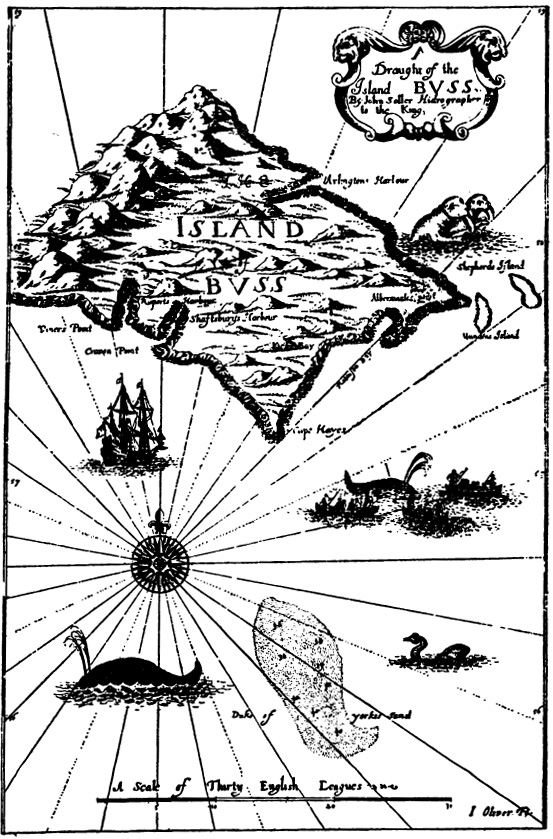
Illa Buss en un mapa de John Seller.

L'Illa Bus, Buss o Busse és el nom que rep una illa fantasma que se suposa a l'Atlàntic Nord. La suposada illa fou avistada durant la tercera expedició de Martin Frobisher, el setembre de 1578, per mariners que anaven al bord del vaixell Emmanuel, entre Islàndia i la també mítica Frislàndia, a una latitud propera als 57° N.
L'illa va ser nomenada segons el nom llavors emprat pels anglesos per a un tipus de xalupa, una Buss o Busse. Es creu molt probable que Frobisher i els seus acompanyants van confondre Groenlàndia amb la suposada Frislàndia i l'illa de Baffin amb Groenlàndia, potser pels miratges que es produeixen a la zona, i en tornar a ports anglesos s'haurien produït errors de càlcul que van donar lloc a la inserció en mapes de l'època (segle XVI) de l'anomenada illa Buss.
El 1671 un tal Thomas Shepar declarà haver explorat i cartografiat l'illa Buss. A mesura el tràfic marítim augmentà per l'Atlàntic l'existència de l'illa era més incerta i la seva suposada mida es va anar reduint. El 1745 era evident que no hi havia cap illa al lloc indicat i fou rebatejada com a Terra submergida de Buss, ja que la zona era relativament poc profunda. L'illa o aquest indret submergit va persistir en mapes fins al segle xix. La seva existència fou refutada finalment per John Ross el 1818, quan a bord de l'Isabella va fer la seva primera expedició a l'Àrtida.